# Gate of Kuwait
De Gate of Kuwait wordt een wolkenkrabber van 320 meter en 70 verdiepingen in Koeweit (stad), Koeweit. In de plannen is opgenomen om de Gate of Kuwait te gebruiken als expositiehal, hotel, kantoor, parkeergarage en restaurant. 
De bouw begint in 2007 en wordt naar verwachting afgerond in 2009. Het gebouw is eigendom van de Al-Shaya Group.